# アルタン・ハーン

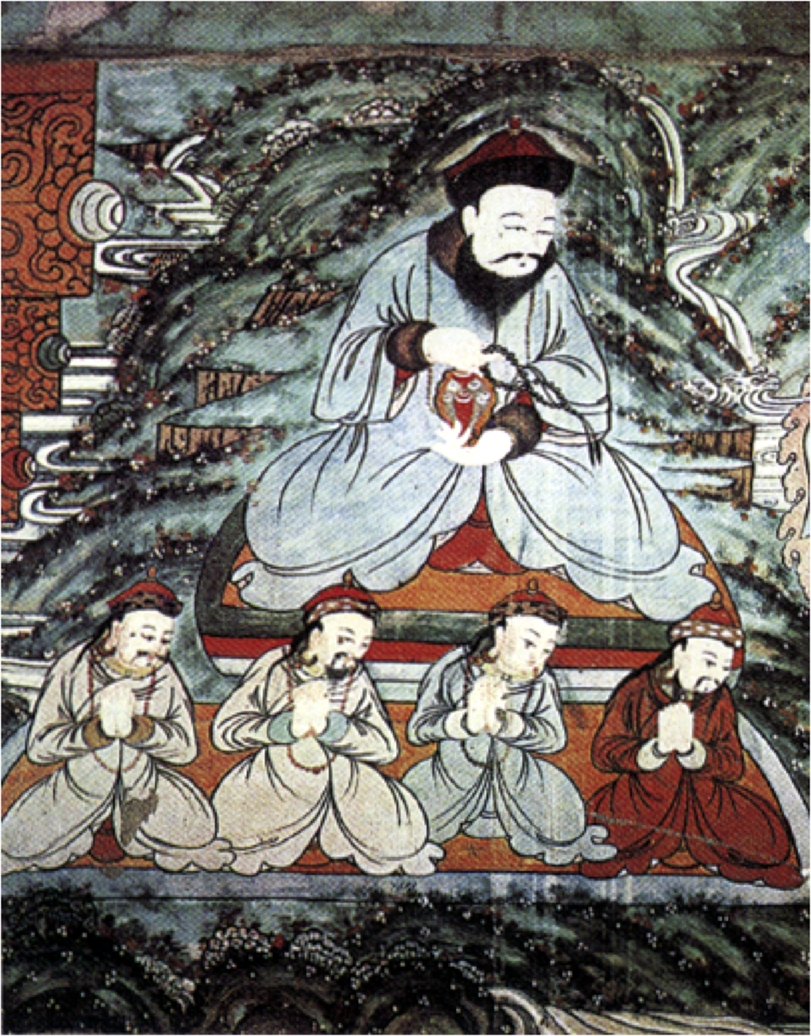
アルタン・ハーン

アルタン・ハーン（Altan Qaγan、中国語: 俺答汗、モンゴル語: Алтан Хаан、1508年1月2日 - 1582年1月13日）は、北元時代のトゥメト部の部族長。ダヤン・ハーンの孫（在位：1551年 - 1582年）。「アルタン」は「黄金」を意味する。

## 生涯
1531年、バルス・ボラト・ジノンが死去したため、長男のグンビリクがオルドス部族長のジノン（晋王）となり、次男のアルタンはトゥメト部族長となった。グンビリク・ジノンとアルタンの兄弟は毎年、オイラト、モグーリスタン、青海の遊牧民を征伐し、明朝に侵入と掠奪を繰り返した。
1542年、兄のグンビリクが亡くなると、チャハル部のボディ・アラク・ハーンはアルタンを右翼の新しい指導者と認めて、トシェート・セチェン・ハーン（Tösheetü Sechen Khan）という称号を授けた。
1547年、ボディア・アラク・ハーンが崩御すると、その長男のダライスンはアルタン・ハーンの圧迫を避けてチャハル部とハルハ部の一部を率いて大興安嶺山脈を越えて東方に移動し、遼河の上流域に遊牧地を移した。
1565年、アルタン・ハーンの庇護を受けた亡命中国人がアルタン・ハーンのために中国式の城「大板升」を建設した。これがのちのフフホトとなる。
アルタン・ハーンは60歳を越えてから外孫すなわち娘の娘があまりにも美人だったので、婚約者からとりあげて第三夫人とした。怒った婚約者が武力に訴えようとしたので、アルタンは孫の婚約者をとりあげて代わりに与えた。それによって今度は孫が怒って明に亡命した。
1571年、アルタン・ハーンは孫が明に亡命した事件をきっかけとして、明の隆慶帝と講和を結んだため、明から「順義王」の称号を与えられた。これによって両国は毎年国境沿いに定期市を開き、モンゴルは家畜や皮製品、乳製品を、明は織物や日用雑貨をもって貿易をおこなうこと、モンゴル領首たちに明が毎年決まった額の俸禄を支給することが決まった。1575年、明はこの国境沿いの町を「帰化城」と名付けた。一方で中国文化の流入でモンゴルの独自性が失われることを危惧したアルタンはチベットとの関係も強化した。チベットのカムから来たアセン・ラマの勧めで仏教に帰依したアルタン・ハーンはゲルク派の高僧でデプン寺の貫主であるソェナム・ギャツォを招くため、チベットに使者を遣わした。使者は1575年に出発し、途中青海（アムド）のチャプチャルに寺を建立してチベットに至ったが、この時はチベットの内紛のために招請できなかった。
1578年、アルタン・ハーンはソェナム・ギャツォと青海のチャプチャルで会見し、ソェナム・ギャツォに「ダライ・ラマ」の称号を贈った。ソェナム・ギャツォは転生活仏だったので、その前の二代にわたる前世から数えてダライ・ラマ3世と称した。これ以降、教権を代表するダライ・ラマが施主であるモンゴルのハーンとその一族に称号を授与する慣例が生まれた。
1582年、アルタン・ハーンは死去し、長男のセンゲが後を継いだ。

## アルタン・ハーンについて書かれた史料
- 『蒙古源流』
- 『アルタン・ハーン伝』